# Franco-American Car Company
Franco-American Car Company war ein US-amerikanischer Hersteller von Automobilen.

## Unternehmensgeschichte
Das Unternehmen wurde am 17. April 1907 in Los Angeles in Kalifornien gegründet. Charles Cassat Davis war Präsident, Frank M. Bell Generalmanager und Andrew M. Boulanger Superintendent. John W. Beasley, Edgar M. Hitchcock und H. Norris Lynch waren ebenfalls im Unternehmen beschäftigt. Sie begannen mit der Produktion von Automobilen. Der Markenname lautete Franco-American. Im gleichen Jahr endete die Produktion. Es ist nicht bekannt, wie viele Fahrzeuge entstanden sind.
Andrew M. Boulanger und Felix Merlo montierten anschließend in einem Werk in einem nördlichen Bezirk von Los Angeles aus vorhandenen Teilen noch einige Fahrzeuge.
Es gab keine Verbindung zur Franco-American Automobile Company, die 1902 den gleichen Markennamen benutzte.

## Fahrzeuge
Das Modell wurde in der Werbung als French Type bezeichnet. Es soll sowohl an den Vorder- als auch an den Hinterrädern Bremsen gehabt haben. Ein Nachweis dafür liegt nicht vor. Wenn es stimmen würde, wäre es das erste Kraftfahrzeug aus den USA mit Vierradbremsen. Der Motor stammte aus Frankreich. Der oder die Zylinder bestanden aus Stahl.